# Fuyumi Sōryō
Fuyumi Sōryō (jap. 惣領冬実 Sōryō Fuyumi; ur. 6 stycznia 1959 w Beppu, Ōita) – japońska mangaka. W Polsce znana przede wszystkim dzięki Mars wydanej przez wydawnictwo Waneko.